# أنجوس ماكينيس
أنجوس ماكينيس هو صاحب مطعم وممثل كندي، ولد في 27 أكتوبر 1947 بوندسور في كندا.

## أعمال

### أفلام
- (1977) حرب النجوم[3]
- (1980) أتلانتك سيتي[4]
- (1980) سوبرمان 2
- (1985) الشاهد[5]
- (1989)  باعث الجحيم II
- (1995) القاضي دريد[6][7]
- (1999) عيون مغلقة على اتساعها[8]
- (2001) إنيغما[9]
- (2004) هلبوي[10]
- (2005) السترة
- (2006) داليا السوداء[11]
- (2013) القبطان فيليبس
- (2016)  قصة من حرب النجوم[12]

## وصلات خارجية
- أنجوس ماكينيس على موقع IMDb (الإنجليزية)
- أنجوس ماكينيس على موقع ألو سيني (الفرنسية)
- أنجوس ماكينيس على موقع أول موفي (الإنجليزية)
- أنجوس ماكينيس على موقع قاعدة بيانات الأفلام السويدية (السويدية)
- أنجوس ماكينيس على موقع قاعدة بيانات الفيلم (الإنجليزية)
- أنجوس ماكينيس على موقع كينوبويسك (الروسية)